# Іван Язбиншек
Іван Язбиншек (сербохорв. Ivan Jazbinšek, 9 серпня 1914, Загреб — 28 червня 1996, Загреб) — югославський футболіст, що грав на позиції захисника. По завершенні ігрової кар'єри — тренер.
Виступав, зокрема, за клуби «Граджянскі» і «Динамо» (Загреб), а також національні збірні Югославії і Хорватії.
Чотириразовий чемпіон Югославії. Дворазовий чемпіон Хорватії. Чемпіон Югославії (як тренер).

## Клубна кар'єра
У дорослому футболі дебютував 1934 року виступами за команду клубу БСК «Белград», в якій провів один сезон.  За цей час виборов титул чемпіона Югославії.
Своєю грою за цю команду привернув увагу представників тренерського штабу клубу «Граджянскі», до складу якого приєднався 1935 року. Відіграв за загребську команду наступні десять сезонів своєї ігрової кар'єри.
Протягом 1945—1947 років захищав кольори команди клубу «Металац» (Загреб).
Завершив професійну ігрову кар'єру у клубі «Динамо» (Загреб), за команду якого виступав протягом 1947—1950 років. За цей час додав до переліку своїх трофеїв ще один титул чемпіона Югославії.

## Виступи за збірні
1938 року дебютував в офіційних матчах у складі національної збірної Югославії. Протягом кар'єри у національній команді, яка тривала 4 роки, провів у її формі 7 матчів.
У складі збірної був учасником  футбольного турніру на Олімпійських іграх 1948 року у Лондоні, де разом з командою здобув «срібло».

## Кар'єра тренера
Розпочав тренерську кар'єру невдовзі по завершенні кар'єри гравця, 1953 року, очоливши тренерський штаб клубу «Динамо» (Загреб).
1955 року став головним тренером команди «Загреб», тренував загребську команду три роки.
Останнім місцем тренерської роботи був клуб «Динамо» (Загреб), головним тренером команди якого Іван Язбиншек був з 1959 по 1966 рік.
Помер 28 червня 1996 року на 82-му році життя у місті Загреб.

## Титули і досягнення

### Як гравця
- Чемпіон Югославії (4):

БСК «Белград»: 1935
«Граджянскі»: 1937, 1940
«Динамо» (Загреб): 1948
- Чемпіон Хорватії (2):

«Граджянскі»: 1941, 1943
- Срібний олімпійський призер: 1948

### Як тренера
- Чемпіон Югославії (1):

«Динамо» (Загреб): 1954